# 대한민국 민법 제395조
대한민국 민법 제395조는 이행지체와 전보배상에 대한 민법 채권법 조문이다.

## 조문
제395조(이행지체와 전보배상) 채무자가 채무의 이행을 지체한 경우에 채권자가 상당한 기간을 정하여 이행을 최고하여도 그 기간내에 이행하지 아니하거나 지체후의 이행이 채권자에게 이익이 없는 때에는 채권자는 수령을 거절하고 이행에 갈음한 손해배상을 청구할 수 있다.

第395條(履行遲滯와 塡補賠償) 債務者가 債務의 履行을 遲滯한 境遇에 債權者가 相當한 期間을 定하여 履行을 催告하여도 그 期間內에 履行하지 아니하거나 遲滯後의 履行이 債權者에게 利益이 없는 때에는 債權者는 受領을 拒絶하고 履行에 갈음한 損害賠償을 請求할 수 있다.

## 판례
- 채무불이행을 이유로 계약해제와 아울러 손해배상을 청구하는 경우에 그 계약이행으로 인하여 채권자가 얻을 이익 즉 이행이익의 배상을 구하는 것이 원칙이지만, 그에 갈음하여 그 계약이 이행되리라고 믿고 채권자가 지출한 비용 즉 신뢰이익의 배상을 구할 수도 있다[1]
- 이행불능이나 불완전이행, 이행거절의 경우에도 전보배상을 인정하고 있다[2].

## 참고문헌
- 김형석. (2021). 이행에 갈음한 손해배상 - 민법 제395조에 따른 전보배상과 계약 해제에 따른 전보배상의 비교를 중심으로 -. 비교사법, 28(2), 95-124.

## 같이 보기
- 이행이익
- 대한민국 민법 제393조